# Санта-Мария-делла-Виттория (титулярная церковь)
Титулярная церковь Санта-Мария-делла-Виттория (лат. Titulus Sanctæ Mariæ de Victoria) — титулярная церковь, которая была создана Папой Пием VII 23 декабря 1801 года, вместо титулярной церкви Сан-Маттео-ин-Виа-Мерулана, чья церковь была разрушена. Титул принадлежит барочной церкви Санта-Мария-делла-Виттория, расположенной в районе Рима Саллустиано, на виа XX сентября. 

## Список кардиналов-священников титулярной церкви Санта-Мария-делла-Виттория
- Микеланджело Луки, O.S.B.Cas. — (23 декабря 1801 — 29 сентября 1802, до смерти);
  - вакантно (1802—1803);
- Жозеф Феш — (11 июля 1803 — 2 декабря 1822, in commendam (2 декабря 1822 — 13 мая 1839, до смерти);
- Фердинандо Мария Пиньятелли, Theat. — (11 июля 1839 — 10 мая 1853, до смерти);
- Адриано Фиески — (19 декабря 1853 — 6 февраля 1858, до смерти);
- Йозеф Отмар фон Раушер — (23 декабря 1858 — 24 ноября 1875, до смерти);
- Годфруа Броссе-Сен-Марк — (3 апреля 1876 — 26 февраля 1878, до смерти);
- Луи-Эдуар-Франсуа-Дезире Пье — (22 сентября 1879 — 17 мая 1880, до смерти);
- Лодовико Якобини — (16 декабря 1880 — 28 февраля 1887, до смерти);
- Эльзеар-Александр Ташро — (17 марта 1887 — 12 апреля 1898, до смерти);
- Джованни Баттиста Казали дель Драго — (22 июня 1899 — 17 марта 1908, до смерти);
- Франсуа де Роверье де Кабриер — (30 ноября 1911 — 21 декабря 1921, до смерти);
- Алексис-Арман Шаро — (14 декабря 1922 — 7 ноября 1930, до смерти);
- Анджело Дольчи — (16 марта 1933 — 15 июня 1936, назначен кардиналом-епископом Палестрины);
- Федерико Тедескини — (18 июня 1936 — 28 апреля 1951, назначен кардиналом-епископом Фраскати);
- Джузеппе Сири — (15 января 1953 — 2 мая 1989, до смерти);
- Джузеппе Каприо — (26 ноября 1990 — 15 октября 2005, до смерти);
- Шон Патрик О’Мелли, O.F.M.Cap., — (24 марта 2006 — по настоящее время).